# Richard Berry (cantautore)
Richard Berry (Extension, 11 aprile 1935 – Inglewood, 23 gennaio 1997) è stato un cantautore statunitense.

## Biografia
Richard Berry, brillante e versatile cantante di R&B e doo-wop, originario della Louisiana e principalmente attivo negli anni '50, è conosciuto soprattutto come compositore e performer originale della canzone Louie Louie, pubblicata nel 1957, reinterpretata poi da Otis Redding nel 1964. La canzone assurse a successo mondiale nel 1963 grazie a The Kingsmen, diventando uno dei pezzi più registrati di tutti i tempi. Berry cedette preventivamente i diritti d'autore e non ricavò nulla dal successo della canzone fino agli anni ottanta, in seguito a una complessa causa legale. Nel 1959 scrisse e pubblicò Have Love, Will Travel, ripresa in seguito dai Sonics e i Blues Brothers.
Collaborò con moltissimi gruppi doo-wop e close-harmony di Los Angeles negli anni cinquanta, compresi The Flairs e The Robins, ed Etta James.